# Монта (Асти)
Монта је насеље у Италији у округу Асти, региону Пијемонт.
Према процени из 2011. у насељу је живело 79 становника. Насеље се налази на надморској висини од 206 м.